# Saropogon atricolor
Saropogon atricolor là một loài ruồi trong họ Asilidae. Saropogon atricolor được Loew miêu tả năm 1837. Loài này phân bố ở vùng Cổ Bắc giới.